# Sébastien Érard
Sébastien Érard (5 de abril de 1752-5 de agosto de 1831), de origen alemán y nacido Sébastien Erhard, fue el primer fabricante francés de pianos a gran escala, creando la firma de pianos que lleva su apellido, Érard, habiendo comenzado su carrera en 1777. También estaba especializado en la construcción de arpas.

## Biografía

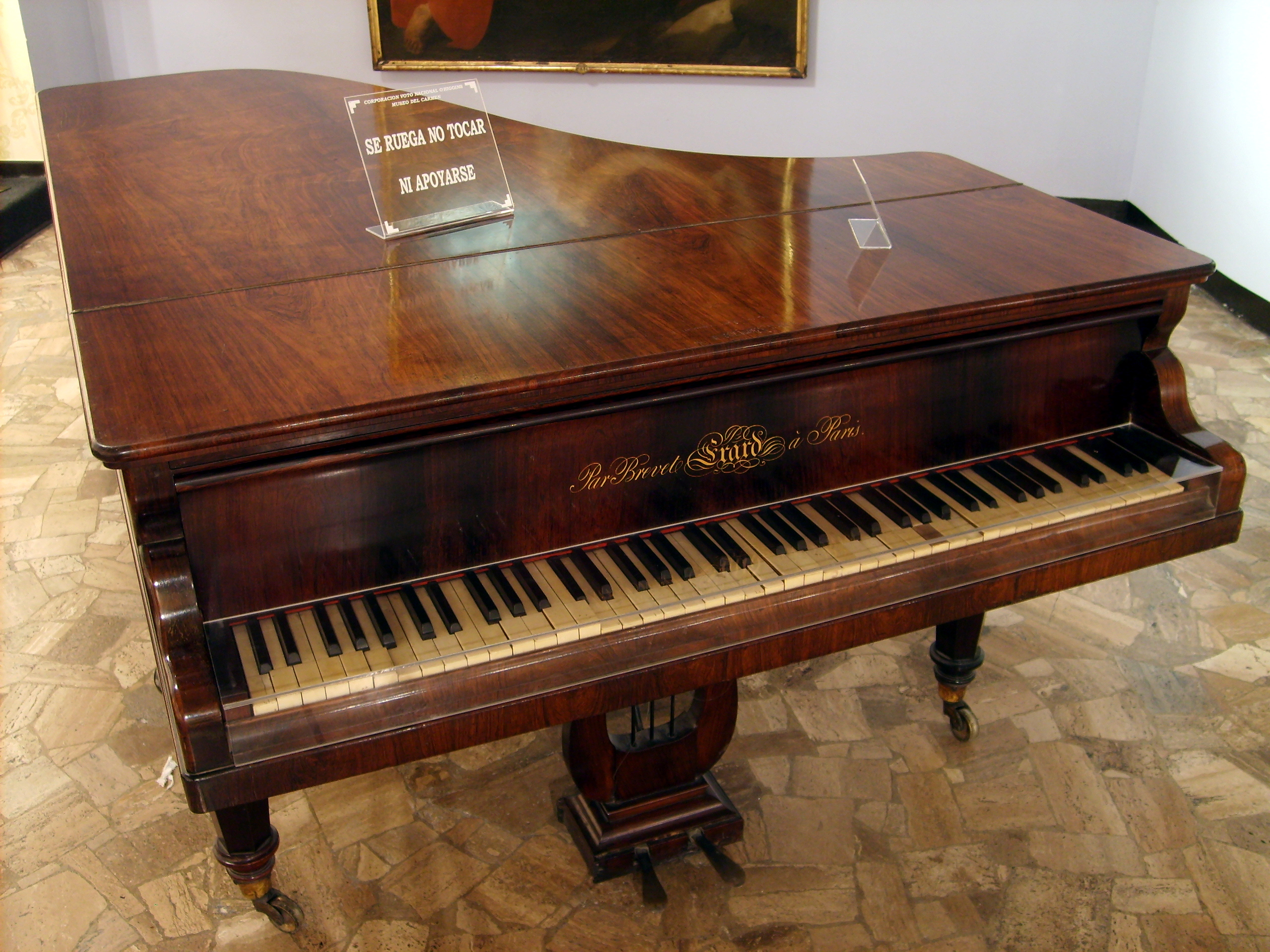
El piano Érard de Andrés Bello exhibido en el Museo del Carmen de Maipú.

Sébastien Erhard nació en Estrasburgo el 5 de abril de 1752. Construyó su primer piano en 1777 en su fábrica de París. Quince años más tarde trasladó sus locales a Great Marlborough Street de Londres, para escapar de la Revolución francesa. Este traslado estuvo motivado porque su vida estaba en peligro debido a su creciente fama y a varios encargos recibidos por parte de Luis XVI y María Antonieta. Más tarde regresó a París y produjo instrumentos desde ambas fábricas. Los pianos Érard fueron ampliamente apreciados por los principales músicos como Ludwig van Beethoven, Frédéric Chopin, Gabriel Fauré, Joseph Haydn, Henri Herz, Franz Liszt, Felix Mendelssohn, Ignaz Moscheles y Giuseppe Verdi son sólo algunos de los famosos compositores que poseyeron pianos Érard.
En 1808, Sébastien Érard patentó un mecanismo de simple repetición e incorporó la grapa, una pieza que permitía a las cuerdas permanecer en su lugar exacto después de ser golpeadas por los macillos. Dos años más tarde, en 1810, diseñó el mecanismo de pedales del piano moderno. En la década de 1820, la fábrica de pianos de Érard en París pasó a ser el centro de la innovación en lo referente al mecanismo del piano. En 1822 introdujo su mecanismo de doble repetición, que permitía una gran velocidad de repetición al pulsar las teclas del piano, incluso si la tecla aún no había alcanzado su máxima posición vertical, y facilitaba una rápida ejecución. Cuando esta invención se hizo pública, en su forma revisada por Henri Herz, el mecanismo de doble repetición se convirtió paulatinamente en un elemento estándar en el mecanismo de los pianos de cola y forma parte de todos los pianos de cola modernos.
Una de las principales innovaciones técnicas que ayudaron a crear el sonido del piano moderno es la utilización del hierro fundido. También el llamado «marco», el hierro fundido que se asienta sobre la caja de resonancia, que sirve como principal baluarte contra la fuerza ejercida por la tensión de las cuerdas. El aumento de la integridad estructural del hierro fundido permitió el uso de cuerdas más gruesas, más tensas y más numerosas, en lugar de las cuerdas de latón que se empleaban hasta entonces, que eran más blandas y no soportaban tensiones tan altas. Posteriormente se usaron cuerdas de acero, más fuertes que las de hierro y que permitían una tensión aún mayor. En un piano de cola moderno el total de la tensión de las cuerdas puede aproximarse a las 20 toneladas-fuerza. La pieza simple de hierro fundido fue patentada en 1825 en Boston por Alpheus Babcock, combinando el enganche del marco (creado en 1821 y reclamado por Broadwood en nombre de Samuel Hervé) y la barra de resistencia (creada por Thom y Allen en 1820, pero también reclamada por Broadwood y Érard). Más tarde, Babcock para Chickering & Mackays, empresa que patentó el primer marco de hierro de los pianos de cola en 1843. Los fabricantes europeos de pianos prefirieron los marcos de hierro fundido hasta que principios del siglo XX, fecha en que el sistema estadounidense fue completamente adoptado.
El piano Erard es citado en "Madame Bovary", como parte de las añoranzas que Emma expresa respecto de la vida que hubiese querido tener.